# 小行星6440
小行星6440（英語：6440 Ransome）是一颗围绕太阳公转的小行星。1988年9月8日，安東寧·姆爾科斯在克列特发现了此天体。
这颗小行星的绝对星等为182.2392747755038等。